# Brasenføde-familien
|  | Sammenskrivningsforslag Artiklerne Brasenføde, Brasenføde-familien er foreslået sammenskrevet. (Siden august 2014) Diskutér forslaget |

Brasenføde-familien [Isoetaceae) rummer kun én slægt, den nedenstående. Alle dele af familiebeskrivelsen skal derfor søges dér.
| Beskrevne slægter |

- Brasenføde (Isoetes)